# Full Frontal
Full Frontal är en amerikansk långfilm från 2002 i regi av Steven Soderbergh, med David Duchovny, Julia Roberts, David Hyde Pierce och Nicky Katt i rollerna.

## Rollista
| David Duchovny    | – Gus                     |
| Nicky Katt        | – Hitler                  |
| Catherine Keener  | – Lee                     |
| Mary McCormack    | – Linda                   |
| David Hyde Pierce | – Carl                    |
| Julia Roberts     | – Catherine               |
| Blair Underwood   | – Nicholas                |
| Enrico Colantoni  | – Arty / Ed               |
| Erika Alexander   | – Lucy                    |
| Tracy Vilar       | – Heather                 |
| Brandon Keener    | – Francescas assistent    |
| Jeff Garlin       | – Harvey                  |
| David Alan Basche | – Nicholass agent         |
| Terence Stamp     | – Man på planet/Sig själv |
| Nancy Lenehan     | – Kvinna på planet        |